# Zuid-Afrikaanse Standaardtijd
| zwart | UTC−1: Kaapverdische Tijd. |
| groen | UTC: West-Europese Tijd · Greenwich Mean Time.                                                                                                |
| blauw | UTC+1: Midden-Europese Tijd · West-Afrikaanse Tijd.                                                                                           |
| rood  | UTC+2: Midden-Europese Zomertijd · Oost-Europese Tijd · Centraal-Afrikaanse Tijd · West-Afrikaanse Zomertijd · Zuid-Afrikaanse Standaardtijd. |
| geel  | UTC+3: Oost-Europese Zomertijd · Oost-Afrikaanse Tijd.                                                                                        |
| grijs | UTC+4: Mauritiustijd · Seychellentijd. |

De Zuid-Afrikaanse Standaardtijd (Engels: South African Standard Time; SAST) is een tijdzone die twee uur voorloopt op UTC (UTC+2). Deze tijdzone wordt gehanteerd door Zuid-Afrika, Lesotho en Swaziland.
De theoretische zone van de Zuid-Afrikaanse Standaardtijd loopt van 22,5° oosterlengte tot 37,5° oosterlengte.
De landen in het gebied van de Zuid-Afrikaanse Standaardtijd hanteren geen zomertijd; het gedeelte van Zuid-Afrika ten westen van de 22,5° oosterlengte heeft in principe een permanente zomertijd.